# منطقه القطیفه
منطقه القطیفه (به عربی: منطقة القطیفة) یک منطقه در سوریه است که در استان ریف دمشق واقع شده‌است.

## خصوصیات
منطقه القطیفه ۱٬۵۸۷٫۶۳ کیلومترمربع مساحت و ۱۱۹٬۲۸۳ نفر جمعیت دارد.